# Helcon fulvipes
Helcon fulvipes är en stekelart som beskrevs av Cresson 1865. Helcon fulvipes ingår i släktet Helcon och familjen bracksteklar. Inga underarter finns listade i Catalogue of Life.